# Csibi Magor Imre
Csibi Magor Imre (Csíkszereda, 1980. október 13. –) romániai magyar liberális politikus. 2007–2009 között európai parlamenti (EP) képviselő, az Európai Liberális Demokrata és Reform Párt (ELDR) nevű képviselőcsoport tagja.

## Pályafutása
A Babeș–Bolyai Tudományegyetemen (BBTE) tanult politológiát. Az egyetem diákszervezetében az adminisztratív tanács tagja volt, s így akkoriban a BBTE rektora, a filozófus és liberális politikus Andrei Marga munkatársa lehetett. 2001 óta a Nemzeti Liberális Párt (PNL) tagja. 2004-ben megszerezte politológusi diplomáját. A 2004-es Igazság és Igazságosság Szövetség oktatási bizottságának tagja, oktatásügyi és ifjúságpolitikai szakértőként vett részt a kormányprogram kidolgozásában. Ezután a romániai helyhatósági választásokon Emil Boc kolozsvári polgármester kampánytanácsadójaként dolgozott. Ebben az évben lett a PNL csíkszeredai szervezetének alelnöke és a PNL ifjúsági szervezetének, a Fiatal Liberálisok (TNL) hargita megyei szervezetének elnöke is. 2005-ben az ISEEL (Initiative of the South-East European Liberals) öttagú vezetőtanácsa tagja lett. Ugyancsak 2005 óta a TNL külkapcsolatokért felelős országos alelnöke. 2006-ban Bogdan Olteanunak, a román képviselőház liberális házelnökének volt a tanügyi és ifjúsági ügyekért felelős tanácsosa.
A 2007-es román Európai Parlamenti választásokon a PNL listáján hatodik helyet kapott, és két évre bekerült az EP-be. Itt a környezetvédelmi, közegészségügyi és élelmiszer-biztonsági bizottság alelnöke lett. A 2009-es EP-választásokon pártja listáján a 8. helyen szerepelt, azonban csak az első 5 képviselő nyert mandátumot. Ezután visszavonult a politikai élettől és újságíróként dolgozott. Emellett környezetvédő aktivista. 2011. április 1-től a WWF Románia programigazgatója.

## Politikai nézetei
2007 szeptemberében úgy nyilatkozott, hogy „ha eljut Brüsszelbe, akkor elsősorban a liberális érdekeket képviseli majd, nem pedig a magyarokét”. Októberben a mellett érvelt, hogy nincs szükség önálló Bolyai Egyetemre.